# Мазув
Мазув (пол. Mazów) — село в Польщі, у гміні Постоміно Славенського повіту Західнопоморського воєводства.
Населення — 82 особи (2011).
У 1975-1998 роках село належало до Слупського воєводства.

## Демографія
Демографічна структура станом на 31 березня 2011 року:
|          | Загалом | Допрацездатний вік | Працездатний вік | Постпрацездатний вік |
| -------- | ------- | ------------------ | ---------------- | -------------------- |
| Чоловіки | 40      | 15                 | 25               | 0                    |
| Жінки    | 42      | 13                 | 25               | 4                    |
| Разом    | 82      | 28                 | 50               | 4                    |